# Aeropuerto Internacional Valley
El Aeropuerto Internacional Valley (en inglés, Valley International Airport o VIA) (IATA: HRL, OACI: KHRL, FAA LID: HRL) es propiedad de la ciudad de Harlingen, en el condado de Cameron, Texas, Estados Unidos. Es operado por una junta del aeropuerto de nueve miembros nombrada por el alcalde. HRL tiene una ubicación central en el Valle del Río Grande y se conoce como la "Puerta de entrada a South Padre Island" con servicios de viaje y transporte a Isla del Padre Sur. Con más de 970 ha (2,400 acres), HRL es el aeropuerto más grande del VRG con espacio para una futura expansión. HRL tiene las pistas más largas del área con modernos sistemas de aproximación de aeronaves que minimizan las posibilidades de retrasos durante mal tiempo.
Las aerolíneas actuales que operan son Southwest Airlines, United Airlines (a través de United Express), American Airlines (a través de American Eagle), Frontier Airlines, Delta Air Lines (estacionalmente a través de Delta Connection) y Sun Country Airlines. Vuelan sin escalas a Austin, Chicago (ORD), Dallas (DFW y DAL), Denver, Houston (IAH y HOU) y Mineápolis/St. Paul y Monterrey. HRL es un gran puerto de carga aérea clasificado entre los 80 principales aeropuertos de los Estados Unidos; FedEx y DHL vuelan aviones de fuselaje ancho.
El Plan Nacional de Sistemas Aeroportuarios Integrados para 2011-2015 lo clasificó como un aeropuerto de servicio comercial primario.

## Instalaciones
El Aeropuerto Internacional Valley cubre 983 ha (2,428 acres) a una altura de 11 m (36 pies). Tiene tres pistas de aterrizaje de asfalto: 17R/35L tiene  
2,530 x 46 m (8,301 por 150 pies); 13/31 de 2,212 x 46 m (7,257 por 150 pies) y 17L/35R de 1,813 x 46 m (5,949 por 150 pies).
En 2011, el Aeropuerto Internacional Valley tuvo 43,731 operaciones de aeronaves, con un promedio de 119 por día: 36% de aviación general, 34% militar, 22% de aerolínea y 8% de taxi aéreo. Entonces, 32 aviones tenían su base en el aeropuerto: 88% monomotor, 9% multimotor y 3% jet.

## Aerolíneas y destinos

### Pasajeros
| Aerolíneas           | Destinos                                                    |
| -------------------- | ----------------------------------------------------------- |
| American Eagle       | Dallas/Fort Worth                                           |
| Delta Air Lines      | Estacional: Mineápolis/St. Paul                             |
| Southwest Airlines   | Austin, Dallas–Love, Houston–Hobby                          |
| Sun Country Airlines | Estacional: Cancún, Mineápolis/St. Paul                     |
| United Express       | Houston–Intercontinental Estacional: Chicago–O'Hare, Denver |

### Carga
| Aerolíneas    | Destinos   |
| ------------- | ---------- |
| DHL Aviation  | Cincinnati |
| FedEx Express | Memphis    |

- FedEx - sirve a Harlingen con cargueros Airbus A300 de fuselaje ancho

### Destinos nacionales
Se brinda servicio a 8 ciudades dentro del país a cargo de 5 aerolíneas.
| Austin (AUS)     | • |   |   |   |   | 1 |
| Chicago (ORD)    |   | • |   |   |   | 1 |
| Dallas (DFW)     |   |   |   | • |   | 1 |
| Dallas (DAL)     | • |   |   |   |   | 1 |
| Denver (DEN)     |   | • |   |   |   | 1 |
| Houston (IAH)    |   | • |   |   |   | 1 |
| Houston (HOU)    | • |   |   |   |   | 1 |
| Mineápolis (MSP) |   |   | • |   | • | 2 |
| Total            | 3 | 3 | 1 | 1 | 1 | 8 |

### Destinos internacionales

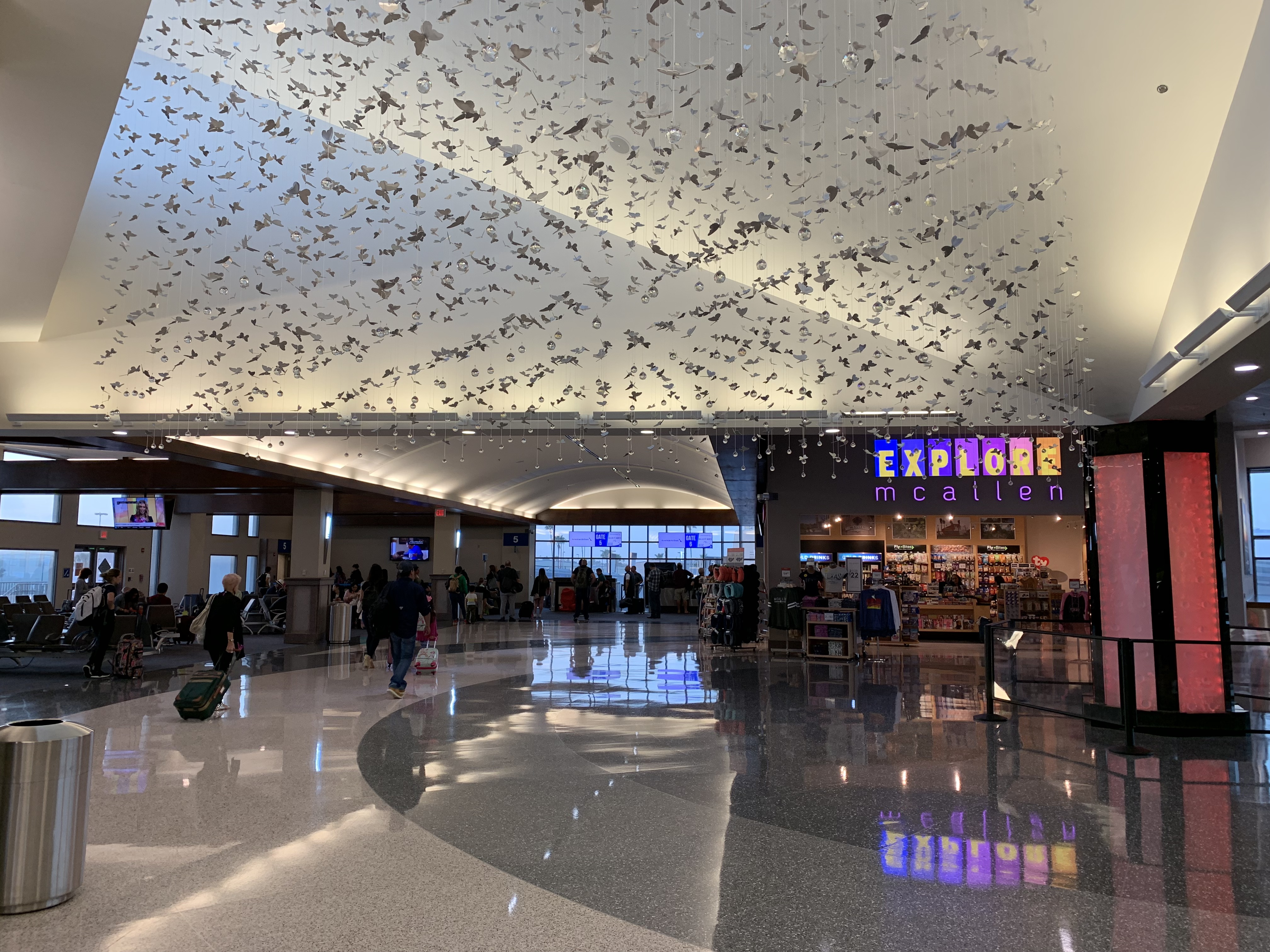
Zona de espera de la terminal.

Se ofrece servicio a 1 destino internacional, a cargo de 1 aerolínea.
| Ciudades por países                                | Nombre del aeropuerto              | Aerolíneas                        |              |              |
| Norteamérica                                       | Norteamérica                       | Norteamérica                      | Norteamérica | Norteamérica |
| -------------------------------------------------- | ---------------------------------- | --------------------------------- | ------------ | ------------ |
| México (1 destino [estacional], 1 aerolínea)       |                                    |                                   |              |              |
| Cancún                                             | Aeropuerto Internacional de Cancún | Sun Country Airlines (Estacional) |              |              |
| Total: 1 destino (estacional), 1 país, 1 aerolínea |                                    |                                   |              |              |

## Aeropuertos cercanos
Los aeropuertos más cercanos son:
- Aeropuerto Internacional de Brownsville/South Padre Island (42km)
- Aeropuerto Internacional General Servando Canales (53km)
- Aeropuerto Internacional de McAllen-Miller (59km)
- Aeropuerto Internacional General Lucio Blanco (62km)
- Aeropuerto Internacional de Corpus Christi  (171km)